# Off the Leash
Off The Leash (с англ. — «Не привязанный») — шестой студийный альбом канадской кельтик-панк-группы The Real McKenzies, выпущенный на студии Fat Wreck Chords records 5 августа 2008 года. На песни «Drink Some More» и «Culling The Herd» были сняты клипы.

## Список композиций
1. «Chip» — 3:14
2. «The Lads Who Fought & Won» — 2:44
3. «The Ballad Of Greyfriars Bobby» — 2:55
4. «Kings Of Fife» — 2:50
5. «Old Becomes New» — 2:13
6. «White Knuckle Ride» — 3:27
7. «The Maple Trees Remember» — 3:26
8. «Anyone Else» — 2:20
9. «My Mangy Hound» — 2:13
10. «Too Many Fingers» — 2:50
11. «Drink Some More» — 3:19
12. «Guy On Stage» — 3:38
13. «Culling The Herd» — 3:29

## Участники записи
Основные музыканты
- Пол Маккензи — лид-вокал
- Курт «Дирти» Робертсон — гитара, вокал
- Мэтт Макнасти — волынка, бэк-вокал
- Шон Селлерс — ударные
- Марк «Боун» Боланд — гитара, вокал
- Литл Джо Рэпасо — бас-гитара
- Дейв Грег — гитара

Дополнительные музыканты
- Боз Ривьера — ударные на «The Maple Trees Remember» и «Guy On Stage»
- Макдалина Смит — скрипка
- Клинт "Вэствуд" Соболик — банджо
- Крис Рест — гитара
- Чеви Марзоло — перкуссия
- Спайк Славсон — бэк-вокал
- Карина Дэйнеко — бэк-вокал